# Dobokai Klára havasalföldi fejedelemasszony
Dobokai Klára havasalföldi fejedelemasszony, (1330. előtt – 1370. után) Miklós Sándor havasalföldi fejedelem második felesége.

## Élete
Apja az erdélyi birtokokkal rendelkező Dobokai János (1312–1365) magyar nemes volt, anyjának neve és családja ismeretlen. Egyik őse szörényi bán volt. Feltehetőleg 1310-ben vagy 1320-ban született. 1343 körül, de legkésőbb 1344-1345-ben házasodott össze Miklós Sándor havasalföldi fejedelemmel, I. Lajos magyar király hűbéresével. Kíséretében több családtagja is Havasalföldre telepedett át, ahol vezető tisztségeket töltöttek be.
Gyermekeik számát az egyes források eltérően adják meg:
- Anna, Iván Szracimir bolgár cár felesége[7]
- I. Radu havasalföldi fejedelem[8] (más források szerint ő a fejedelem első feleségétől született)[9]
- Anca(wd), V. István Uroš szerb cár felesége[8] (más források szerint ő a fejedelem első feleségétől született)[9]; Nicolae Iorga szerint a neve Slava.[10]
- Erzsébet, (elképzelhető, de nem bizonyított)[11]

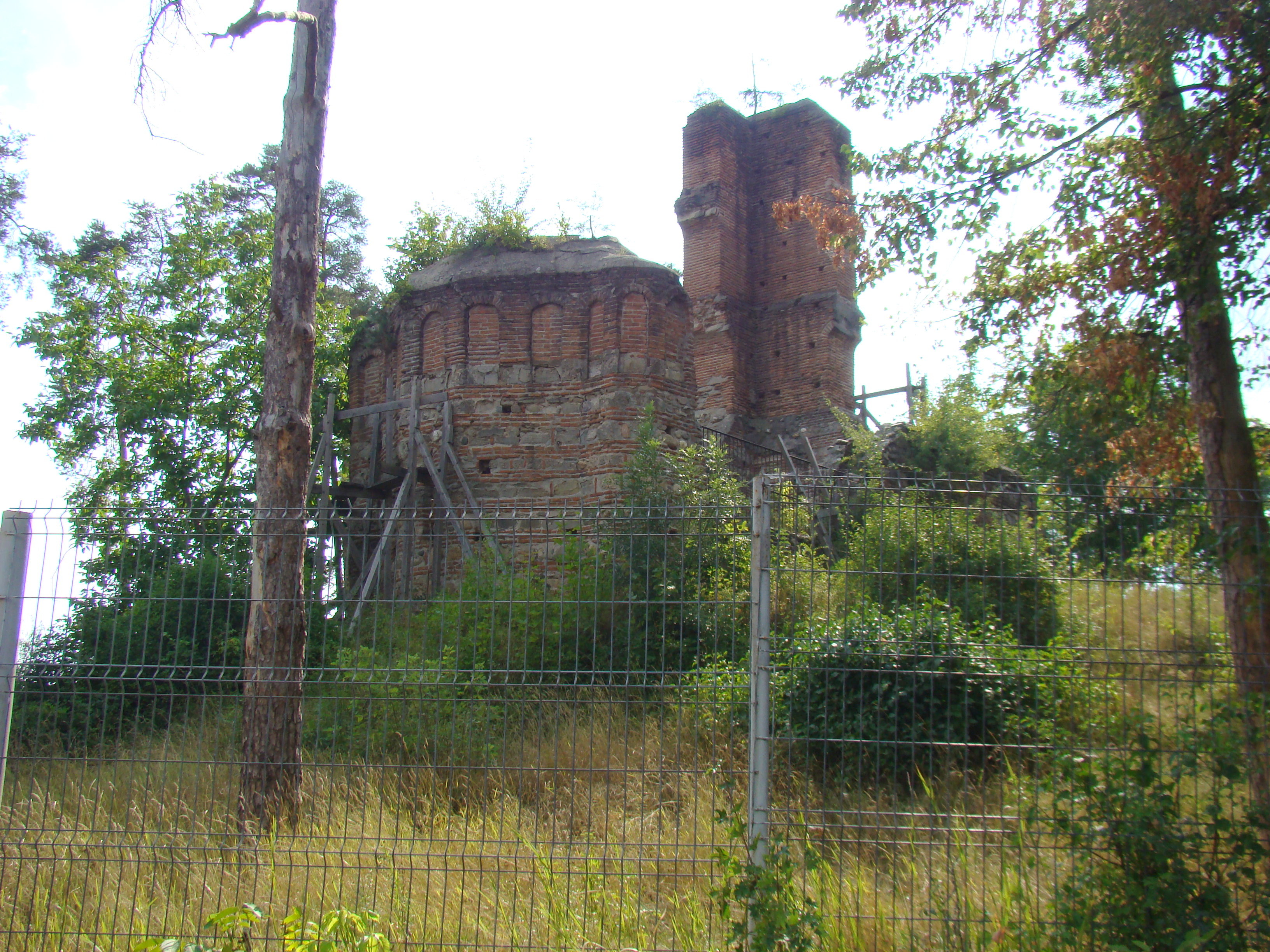
A Curtea de Argeș-i katolikus templom romja

Buzgó katolikus lévén lányát, a bolgár cárnét visszatérítette az ortodoxiából a katolikus hitre, amit VI. Orbán pápa hozzá intézett levelében köszönt meg. Pártfogolta a Câmpulungon letelepedett ferences szerzeteseket. Az ő hatására építtetett a férje katolikus templomot Curtea de Argeșben; más források szerint az alapító maga a fejedelemasszony is lehetett.
Egy legenda szerint mostohafia Vlaicu fejedelem távollétében Klára asszony katolikus papokat hozatott a románok megtérítésére. Amikor Vlaicu hazatért a háborúból, haragra gyúlt mostohaanyja politikája miatt, ezért elrendelte a katolikus templom kőgolyókkal lövetését. Utána Klárát elűzte az országból, vissza Erdélybe. Az özvegy fejedelemasszonyt szállító ökrösszekér felborult egy folyóban, és a fejedelemasszony ott lelte halálát. A folyót azóta Râul Doamneinak [az úrnő folyója] nevezik.
Alakja szerepel Alexandru Davila Vlaicu Vodă című, 1902-ben bemutatott történelmi drámájában.

## Fordítás
- Ez a szócikk részben vagy egészben  a   Clara Dobokai című román Wikipédia-szócikk ezen változatának fordításán alapul.  Az eredeti cikk szerkesztőit annak laptörténete sorolja fel. Ez a jelzés csupán a megfogalmazás eredetét és a szerzői jogokat jelzi, nem szolgál a cikkben szereplő információk forrásmegjelöléseként.